# سیاهرگ‌های نازک‌نئی
در کالبدشناسی، سیاهرگ‌های نازک‌نئی یا وریدهای فیبولار (که به عنوان سیاهرگ‌های پرونئال (peroneal) نیز شناخته می‌شوند) سیاهرگ‌های همراه سرخرگ نازک‌نئی هستند.

## ساختار
سیاهرگ‌های نازک‌نئی سیاهرگ‌های عمیقی هستندکه به انتقال خون از قسمت جانبی ساق کمک می‌کنند. آنها به سیاهرگ درشت‌نئی پسین (تیبیال خلفی) تخلیه می‌شوند که به نوبه خود به سیاهرگ پشت‌زانویی (پوپلیتئال) می‌ریزند. سیاهرگ‌ّهای نازک‌نئی سرخرگ‌های نازک‌نئی را همراهی می‌کنند.

## تصاویر اضافی

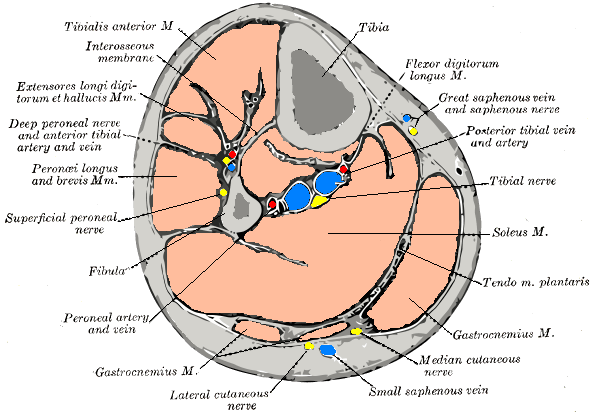
سطح مقطع از وسط ساق پا.
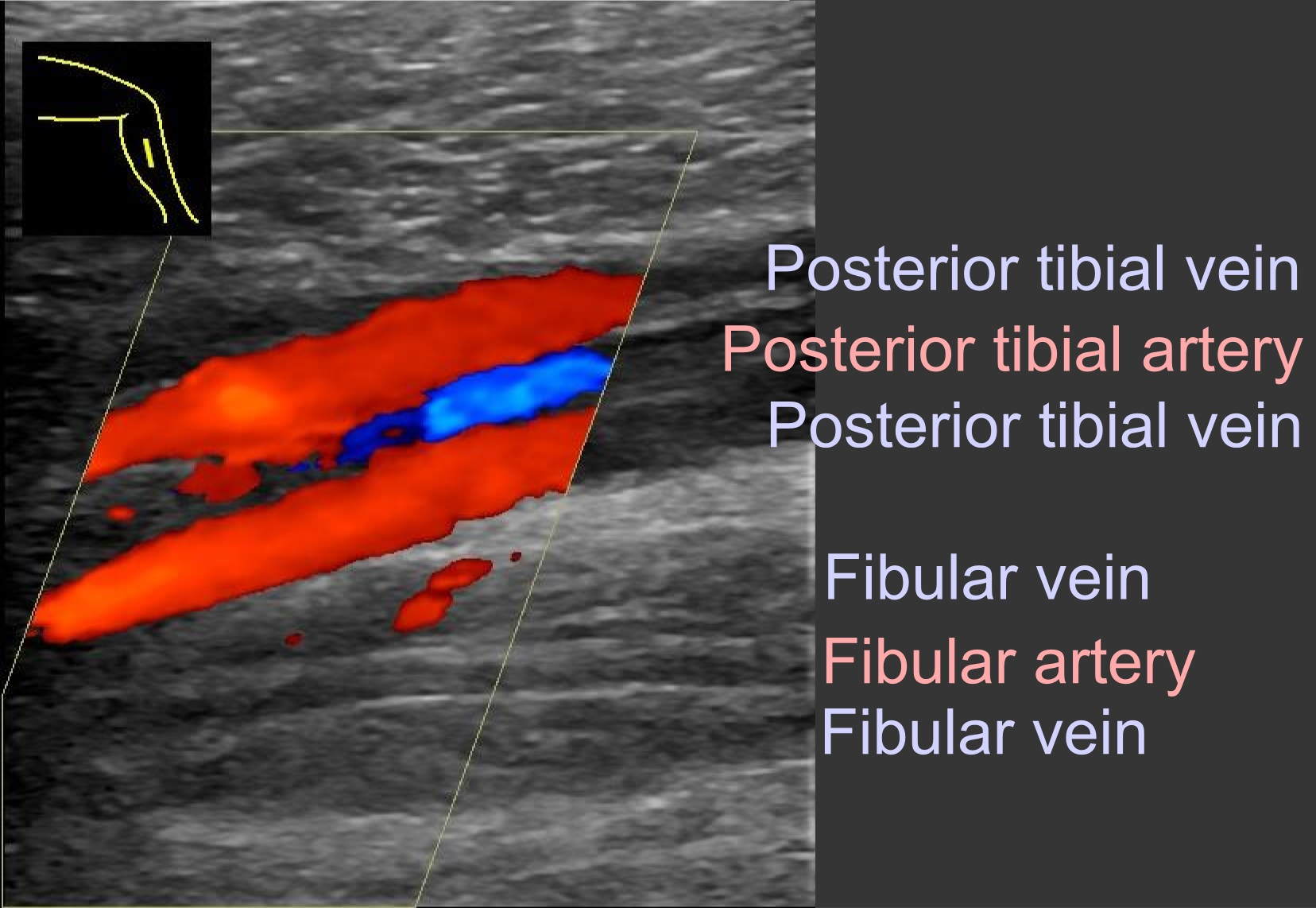
کرونال پلان (از سمت داخلی ساق پا دیده می‌شود) سونوگرافی ترومبوز ورید عمقی وریدهای فیبولار که به صورت محتوای هیپراکوی و فقط جریان خون حاشیه ای دیده می‌شود.